# 데모폰 (아테네)

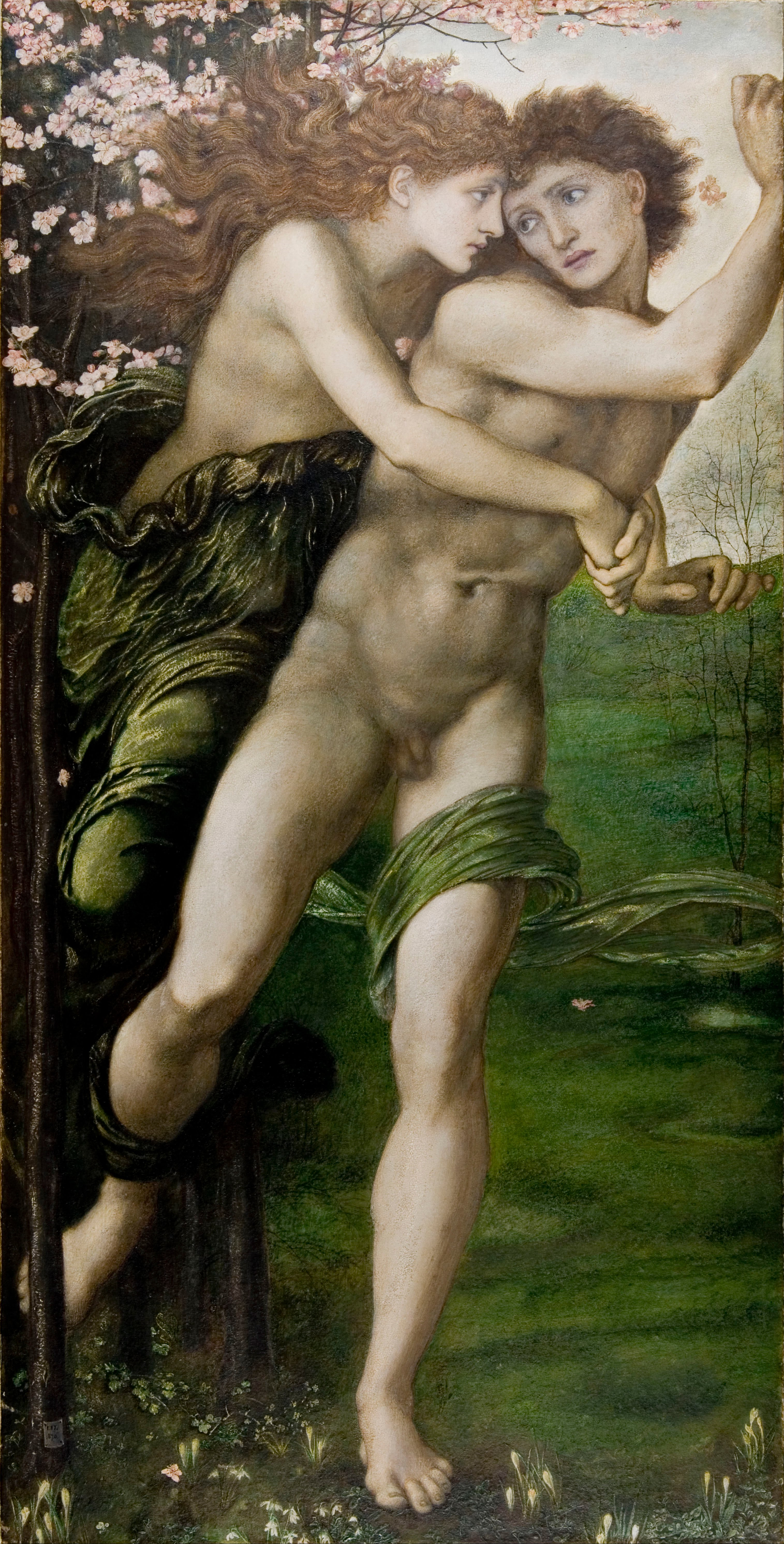

데모폰(Demophon)은 아테나이의 왕이며 테세우스와 파이드라의 아들이다. 아카마스의 형제이고 히폴뤼토스의 배다른 동생이었다.
어려서 아버지 테세우스에 의해 에우보이아의 엘레페노르에게 맡겨진 후, 엘레페노르에 의해 길러졌으며 뒤에 그가 트로이아 전쟁에 참전하자 형제인 아카마스와 함께 종군하였다. 그 뒤 메네스테우스가 전쟁에서 죽자 아테나이로 귀국해 왕위를 계승하였다고 한다. 다른 설에는 메네스테우스보다 먼저 귀국하여 아테나이의 왕이 되고 메네스테우스를 쫓아냈다 한다.
| 전임 메네스테우스 | 제16대 아테나이의 왕 기원전 1147년 ~ | 후임 옥쉰테스 |